# 47 Возничего
47 Возничего (лат. 47 Aurigae, HD 45466) — одиночная звезда в созвездии Возничего на расстоянии приблизительно 683 световых лет (около 209 парсеков) от Солнца. Видимая звёздная величина звезды — +5,866m. Возраст звезды оценивается как около 2,14 млрд лет.

## Характеристики
47 Возничего — оранжевый гигант спектрального класса K4III или K0. Масса — около 1,4 солнечной, радиус — около 35,9 солнечных, светимость — около 357,675 солнечных. Эффективная температура — около 4189 К.